# Pakhshan Azizi
Pakhshan Azizi (persisch پخشان عزیزی; kurdisch په‌خشان عه‌زیزی; geboren am 7. August 1984 in Mahabad, Iran) ist eine iranische Menschenrechtsaktivistin kurdischer Abstammung. Im Juli 2024 wurde sie wegen angeblicher „bewaffneter Rebellion gegen den Staat“ von einem iranischen Revolutionsgericht zum Tode verurteilt. Die Vereinten Nationen und zahlreiche Menschenrechtsorganisationen sehen in ihr eine politische Gefangene. Sie fordern die Aufhebung der Todesstrafe und ein rechtsstaatliches Verfahren.

## Herkunft und Ausbildung
Pakhshan Azizi kam 1984 in einer kurdischen Familie im nordwestiranischen Mahabad in West-Aserbaidschan zur Welt. Sie absolvierte ein Sozialarbeitsstudium an der Allameh-Tabataba'i-Universität in Teheran. Als Studentin protestierte Azizi im November 2009 Azizi gemeinsam mit anderen kurdischen Kommilitonen gegen politische Hinrichtungen in Kurdistan. In der Folge wurde sie in Haft genommen und erst Monate später gegen Kaution freigelassen. Im Jahr 2015 begann Azizi im Nordosten Syriens als Sozialarbeiterin und humanitäre Helferin zu arbeiten und unterstützte Flüchtlinge, die häufig Opfer des Islamischen Staats waren.

## Festnahme, Gerichtsverfahren und Urteil
Azizi wurde am 4. August 2023 im Haus ihrer Eltern in Teheran von Geheimdienstmitarbeitern festgenommen. Azizis Vater, Aziz Azizi, und Pakhshans Schwester Pershang Azizi und deren Ehemann Hossein Abbasi wurden ebenfalls verhaftet. Die anderen Familienmitglieder von Azizi wurden nach mehrtägigen Verhören freigelassen, während Pakhshan Azizi in Trakt 209 des Evin-Gefängnisses mehrere Monate in Einzelhaft festgehalten wurde. Sie berichtete, dass sie dort geschlagen und gefoltert worden sei, um Geständnisse zu erzwingen, und dass ihr ein Rechtsbeistand sowie Besuche der Familie verweigert wurden. Im Dezember 2023 wurde Azizi aus der Einzelhaft in die Frauenabteilung des Evin-Gefängnisses verlegt. Im Februar 2024 wurde Azizi von der Abteilung 5 der Sicherheitsstaatsanwaltschaft von Evin offiziell des Baghi, des bewaffneten Aufstands, angeklagt. Am 23. Juli 2024 wurden Azizis Anwälte darüber informiert, dass Azizi von der Abteilung 26 des Islamischen Revolutionsgerichts zum Tode verurteilt worden war. Wegen angeblicher Zugehörigkeit zur kurdischen Untergrundorganisation Partiya Jiyana Azad a Kurdistanê (PJAK) wurde sie zusätzlich zu einer vierjährigen Gefängnisstrafe verurteilt. Ihre Rechtsvertreter wiesen alle Vorwürfe zurück.
Kommentare zum Verfahren:
Der Kurdische Rote Halbmond und die Shams Rehabilitation Organization im Nordosten Syriens legten den Behörden und den Medien Erklärungen vor, die Pakhshan Azizis Rolle als Sozialarbeiterin bestätigen.
Maja Hess, die Gründerin einer Schweizer gemeinnützigen humanitären Organisation, die sich in mehreren Ländern, darunter im Nordosten Syriens, an gesundheitsbezogenen Initiativen beteiligt, bestätigte, dass Pakhshan Azizi freiwillige Sozialarbeit leistete und insbesondere Frauen und Kindern in Not im Lager Nowruz im Gebiet Derik für Flüchtlinge aus Shingal half. Ein weiterer Brief der Shams Rehabilitation and Development Organization gibt an, dass Pakhshan Azizi von September 2017 bis Dezember 2021 im Flüchtlingslager Al-Hawl in Al-Hasaka soziale Dienste leistete, wo sie Frauen und Kindern half, die Opfer von Krieg und Gewalt geworden waren.
In einer von der BBC veröffentlichten Audio-Erklärung betonte Aziz Azizi, Pakhshans Vater, dass die Behauptung der iranischen Justiz unglaubwürdig sei, dass eine Person innerhalb kurzer Zeit gleichzeitig eine kurzfristige Ausbildung in Zahnmedizin, Politik und Militärangelegenheiten absolviert haben könne.

## Reaktion und Unterstützung
Im Juli 2024 veröffentlichte die Coalition For Women In Journalism eine Solidaritätserklärung mit Azizi, in der sie ihre Verhaftung und Behandlung in der Haft verurteilte. Am 24. Juli 2024, einen Tag nachdem Azizi über ihr Todesurteil informiert wurde, veranstalteten weibliche politische Gefangene im Evin-Gefängnis einen Sitzstreik, um gegen Azizis Todesurteil zu protestieren. Am 9. September 2024 veröffentlichte das „Zentrum für Menschenrechte in Iran“ zusammen mit 25 anderen Menschenrechtsorganisationen eine gemeinsame Erklärung, in welcher die Islamische Republik Iran aufgefordert wurde, Azizis Todesurteil aufzuheben. Die Menschenrechtsorganisation Amnesty International startete am 30. September 2024 eine Kampagne für Pakhshan Azizi, die zu einer urgent action, dem massenhaften Schreiben von Briefen und Mails an Gholamhossein Mohseni-Esche'i, den obersten Richter Irans, aufforderte.
Erklärung von Experten der Vereinten Nationen zum Todesurteil:
Am 14. Januar 2025 äußerten sich unabhängige Menschenrechtsexperten, die für den UN-Menschenrechtsrat tätig sind (Mai Sato, Morris Tidball-Binz, Reem Alsalem, Nicolas Levrat, Gina Romero, Irene Khan und die Mitglieder der UN-Arbeitsgruppe zur Diskriminierung von Frauen und Mädchen), in einer gemeinsamen Erklärung erhebliche Bedenken hinsichtlich der Entscheidung des Obersten Gerichtshofs Irans, das Todesurteil gegen Pakhshan Azizi zu bestätigen. Die Experten erklärten: dass die Anklage gegen Pakhshan Azizi die Kriterien für „schwerste Verbrechen“, die das Völkerrecht für die Anwendung der Todesstrafe vorschreibt, nicht erfülle. Ihr Todesurteil stelle einen schwerwiegenden Verstoß gegen die Menschenrechte dar. Sie erklärten, dass aus ihrer Sicht Azizis Verhaftung und Verurteilung in erster Linie mit ihrem legitimen Engagement als Sozialarbeiterin einschließlich ihrer Flüchtlingsarbeit begründet seien.
Die Experten der Vereinten Nationen zeigten sich über die Berichte besorgt, denen zufolge Azizi in Einzelhaft schwere psychische und physische Folter erlitten habe, um ein Geständnis zu erzwingen. Auch dass ihr der Besuch von Familienmitgliedern und der Zugang zu einem Rechtsbeistand ihrer Wahl verweigert wurde, verstoße gegen wesentliche Rechtsprinzipien. „Der Einsatz von Folter zur Erzwingung eines Geständnisses und die Verletzung des Rechts auf ein faires Verfahren machen das gegen Azizi verhängte Todesurteil eindeutig willkürlich“, erklärten sie.
Die Experten erklärten ihre große Besorgnis über die steigende Zahl der Hinrichtungen in Iran, die im Jahr 2024 die Marke von 900 überschreiten wird, darunter ein alarmierender Anstieg der Hinrichtungen von Frauen. Sie betonten, dass Iran unbedingt Hinrichtungen einstellen müsse, die gegen internationale Rechtsnormen verstoßen und grundlegende Menschenrechte verletzen. Sie verurteilten die systematische Verfolgung kurdischer Aktivistinnen durch politisch motivierte Anschuldigungen. Sie forderten die iranischen Behörden auf, das Todesurteil gegen Pakhshan Azizi unverzüglich aufzuheben, die Vorwürfe von Folter und Verstößen gegen das Recht auf ein faires Verfahren zu untersuchen und die Schikanierung und Verfolgung von Aktivistinnen in Iran einzustellen. Die Experten erklärten, dass sie über diese dringende Angelegenheit auch in Gesprächen mit der iranischen Regierung seien.